# Bas van de Goor
Bas van de Goor; a właściwie Sebastiaan Jacques Henri van de Goor (ur. 4 września 1971 w Oss) – holenderski siatkarz, reprezentant kraju, grający na pozycji środkowego. Mistrz olimpijski 1996. Mistrz Europy 1997. Karierę zawodniczą zdecydował się skończyć w 2009.
W czasie kariery był nazywany Michaelem Jordanem siatkówki. W 2003 zdiagnozowano u niego cukrzycę typu 1. W 2006 założył fundację Bas van de Goor Fundation wspierającą dzieci z cukrzycą. Jego bratem jest Mike van de Goor, również holenderski siatkarz.

## Sukcesy

### klubowe
Mistrzostwa Włoch:
- 1995, 1997, 2001

Puchar Włoch:
- 1995, 1997, 1998

Liga Mistrzów:
- 1996, 1997, 1998
- 2001

Mistrzostwa Holandii:
- 2003, 2007, 2008

Puchar Holandii:
- 2008

Puchar Zdobywców Pucharów (Top Teams Cup):
- 2003

### reprezentacyjne
Letnie Igrzyska Olimpijskie:
- 1996

Liga Światowa:
- 1996

Mistrzostwa Europy:
- 1997

Liga Europejska:
- 2006